# Penisola di Seward

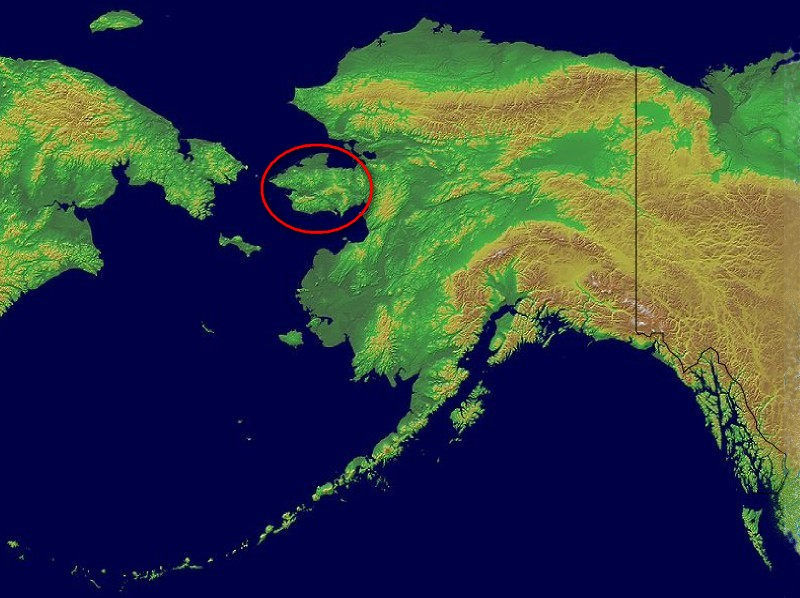
Penisola di Seward sulla costa occidentale dell'Alaska

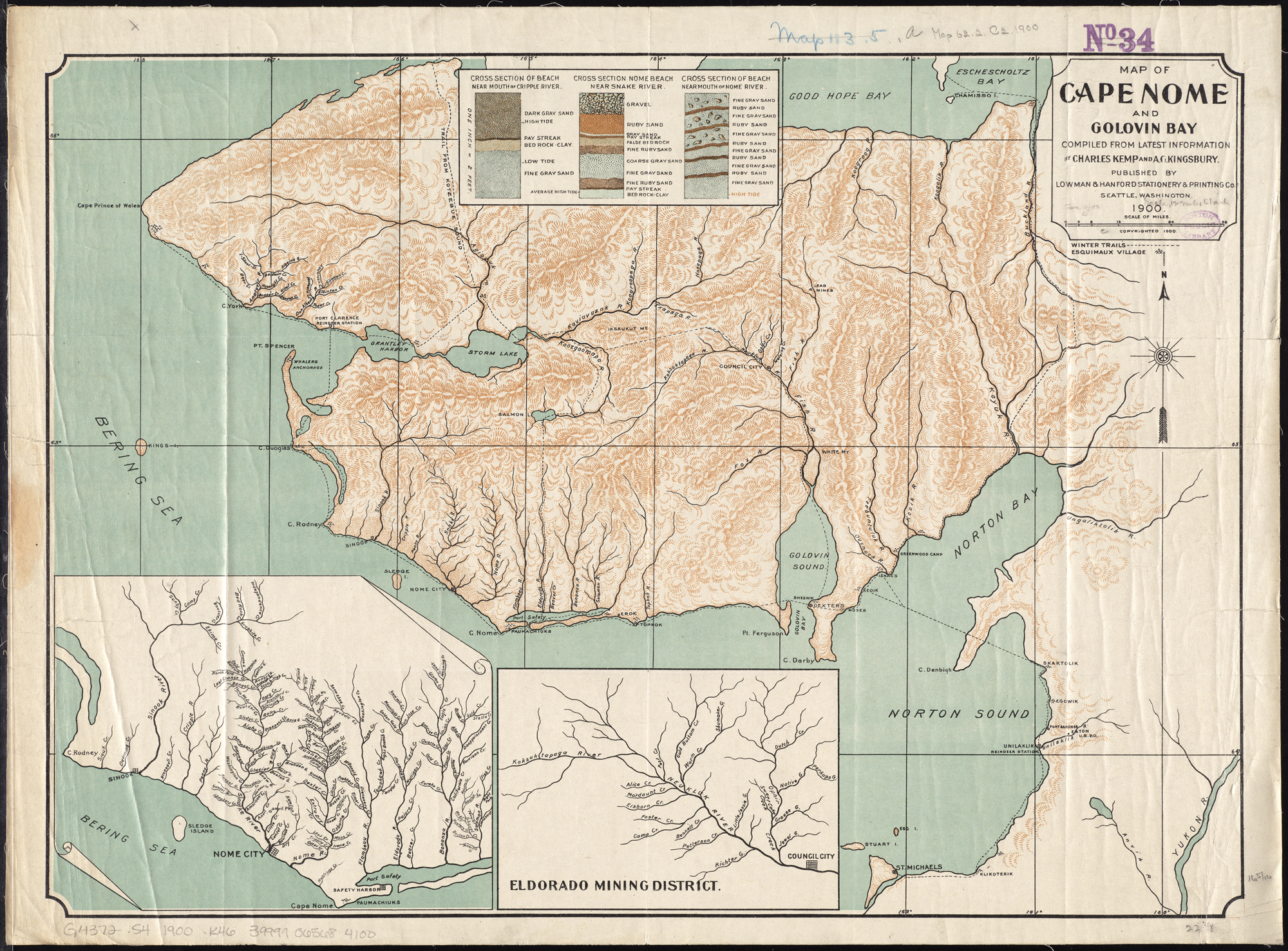
Mappa del 1900 della Penisola di Seward con dettagli sulla zona meridionale

La penisola di Seward è la penisola più occidentale dell'Alaska.

## Geografia
Si protende per circa 320 km nello stretto di Bering separando il mar dei Čukči (parte dell'oceano Artico) a nord, dal mare di Bering (parte dell'oceano Pacifico) a sud. Nella parte mediana, tra capo Espenberg a nord e capo Nome a sud la penisola ha la sua massima larghezza di 245 km. La sua punta ovest è il capo Principe di Galles, il punto più occidentale del continente americano. La penisola è delimitata a nord dalla insenatura di Kotzebue Sound e a sud da quella di Norton Sound.
Dal punto di vista amministrativo la gran parte della penisola fa parte del Census Area di Nome, mentre una piccola parte, nella zona nord della penisola, lungo la costa dello Kotzebue Sound, fa parte del Borough di Northwest Arctic. Il centro abitato più grande della penisola è la cittadina di Nome che si trova sulla costa meridionale, sull'insenatura di Norton Sound.

## Etimologia
Deve il suo nome al segretario di stato William H. Seward, che nel 1867 portò a termine l'acquisto dell'Alaska da parte degli Stati Uniti.

## Storia
Nel 1898, a seguito della scoperta di oro presso la città di Nome, la penisola fu oggetto di una grande corsa all'oro che si esaurì nel corso di circa una decina di anni.